# 勧修寺経逸
勧修寺 経逸（かじゅうじ つねはや）は、江戸時代の公家（公卿）。仁孝天皇の外祖父。権大納言勧修寺顕道の次男。母は臼杵藩主稲葉恒通の娘。兄権右中弁勧修寺敬明の養子となる。正二位権大納言。
堂上家（家格は名家、藤原北家高藤流甘露寺支流）である勧修寺家の23代当主。

## 経歴
宝暦8年（1758年）叙爵、翌年元服。安永8年（1779年）5月4日、参議。安永9年（1780年）、従三位。寛政元年（1789年）権大納言、正二位となる。
娘婧子は光格天皇典侍となり、寛政12年（1800年）に後の仁孝天皇を産んだため、経逸は天皇の外戚となった。また、多くの有力公卿と縁組みし、外孫の中に岩倉具視がいる。後に本座の宣下を受けた。

## 系譜
- 父：権大納言勧修寺顕道
- 母：臼杵藩主稲葉恒通の娘
- 正室：権大納言飛鳥井雅重の娘
  - 男子：参議勧修寺良顕（1765-1795）
- 継室：池田数計子（鹿野藩主池田仲庸の娘）
  - 男子：宮内大輔芝山国豊（1781-1821） - 権大納言芝山持豊養子
  - 女子：権大納言坊城俊明室
  - 男子：右権中将冷泉為起（1790-1831） - 権大納言冷泉為訓養子
  - 女子：真 - 権中納言正親町三条公則室
- 家女房
  - 女子：栄 - 権大納言万里小路建房室
  - 女子：秀 - 准大臣日野資愛の室
  - 女子：徳子（1788-1878） - 仁孝天皇典侍
  - 女子：正 - 中納言高倉永雅室
  - 女子：算 - 権大納言平松時門室
  - 女子：在 - 紀伊田辺藩主安藤直則（紀伊家付家老）室
  - 女子：吉子 - 権中納言堀河康親室（岩倉具視実母）
- 生母不明
  - 男子：従五位下勧修寺経睦
- 諸説あり
  - 女子：婧子（東京極院）（1780-1843） - 光格天皇典侍、仁孝天皇生母[1][2][3]

## 逸話
- 明和3年（1766年）、経逸が仲間の近習番衆に対して虚言無礼があったとして、同じ近習番衆からからかわれたり、近習番所の壁に彼をバカにする内容の絵や落書きが書かれるようになった。ところが、経逸への集団いじめの過程で近習番衆内部の対立も深刻化していき、片方のリーダー的存在であった梅園成季が議奏である山科頼言（成季の伯母の夫）に対して対立する集団である広幡輔忠・石井行忠らがいじめに関与しているだけではなく、政治的な陰謀を企てていると密告したのである。頼言の報告を受けた摂政近衛内前らは宝暦事件の再来を恐れて取調は行うが、いじめはあったものの、広幡らがそれに関与した事実はつかめず、ましてや政治的な陰謀の証拠は見つからず、反対に後難を恐れた梅園の仲間だった者から梅園が対立する広幡・石井らを追い落とすために山科頼言への讒言を行ったという証言を得た。その結果、同年の8月に山科頼言は議奏を罷免され、梅園成季とその仲間も処分を受けた。なお、一連の騒動は多くの公家が日記に書き残しているものの、経逸本人はいじめの事実を含めて一切書き残していない[4]。